# Графинг-бай-Мюнхен
Графинг-бай-Мюнхен (нем. Grafing bei München) — город в Германии, в земле Бавария. 
Подчинён административному округу Верхняя Бавария. Входит в состав района Эберсберг. Население составляет 12 865 человек (на 31 декабря 2010 года). Занимает площадь 29,57 км². Официальный код — 09 1 75 122.